# 준파라콤팩트 공간
일반위상수학에서, 준파라콤팩트 공간(準-空間, 영어: subparacompact space)은 파라콤팩트 공간의 개념의 변형이다.

## 정의
위상 공간 {\displaystyle X}의 집합족 {\displaystyle {\mathcal {S}}\subseteq {\mathcal {P}}(X)}에 대하여, 다음 조건들을 정의할 수 있다.
- 만약 임의의 {\displaystyle x\in X}에 대하여, {\displaystyle |\{S\in {\mathcal {S}}\colon U_{x}\cap S\neq \varnothing \}|\leq 1}인 근방 {\displaystyle U_{x}\ni x}가 존재한다면, {\displaystyle {\mathcal {S}}}를 이산 집합족(離散集合族, 영어: discrete family of sets)이라고 한다.
- 만약 임의의 {\displaystyle x\in X}에 대하여, {\displaystyle \{S\in {\mathcal {S}}\colon U_{x}\cap S\neq \varnothing \}}이 유한 집합인 근방 {\displaystyle U_{x}\ni x}가 존재한다면, {\displaystyle {\mathcal {S}}}를 국소 유한 집합족(局所有限集合族, 영어: locally finite family of sets)이라고 한다.
- 만약 임의의 {\displaystyle {\mathcal {S}}'\subseteq {\mathcal {S}}}에 대하여 {\displaystyle \textstyle \bigcup _{S'\in {\mathcal {S}}'}\operatorname {cl} S'}이 닫힌집합이라면, {\displaystyle {\mathcal {S}}}를 폐포 보존 집합족(閉包保存集合族, 영어: closure-preserving family of sets)이라고 한다.

모든 이산 집합족은 국소 유한 집합족이다. 모든 국소 유한 집합족은 폐포 보존 집합족이다.
만약 {\displaystyle {\mathcal {S}}}가 가산 개의 국소 유한 집합족들의 합집합이라면, {\displaystyle {\mathcal {S}}}를 σ-국소 유한 집합족(영어: sigma-locally finite family)이라고 한다. 이 경우, 설령 {\displaystyle {\mathcal {S}}}가 덮개이더라도 합집합을 취하는 국소 유한 집합족들이 덮개일 필요는 없다. 마찬가지로, σ-이산 집합족(영어: sigma-discrete family)과 σ-폐포 보존 집합족(영어: sigma-closure-preserving finite family)을 정의할 수 있다.
위상 공간 {\displaystyle X}에 대하여, 다음 조건들이 서로 동치이며, 이를 만족시키는 {\displaystyle X}를 준파라콤팩트 공간이라고 한다.
- {\displaystyle X}의 임의의 열린 덮개는 σ-이산 닫힌 세분을 갖는다.
- {\displaystyle X}의 임의의 열린 덮개는 σ-국소 유한 닫힌 세분을 갖는다.
- {\displaystyle X}의 임의의 열린 덮개는 σ-폐포 보존 닫힌 세분을 갖는다.

## 성질
정칙 공간에 대하여, 다음 조건들이 서로 동치이다.
- 파라콤팩트 공간이다.
- 모든 열린 덮개는 σ-이산 열린 세분을 갖는다.
- 모든 열린 덮개는 σ-국소 유한 열린 세분을 갖는다.[1]:146, Theorem 20.7.(b)
- 모든 열린 덮개는 σ-폐포 보존 열린 세분을 갖는다.
- 모든 열린 덮개는 폐포 보존 열린 세분을 갖는다.
- 모든 열린 덮개는 국소 유한 세분을 갖는다.[1]:146, Theorem 20.7.(c) (이 조건에서 세분은 열린 세분일 필요가 없다.)
- 모든 열린 덮개는 폐포 보존 세분을 갖는다.
- 모든 열린 덮개는 국소 유한 닫힌 세분을 갖는다.[1]:146, Theorem 20.7.(d)

정칙 하우스도르프 공간의 경우, 다음 조건이 추가로 동치이다.
- 모든 열린 덮개는 폐포 보존 닫힌 세분을 갖는다.[1]:149

이에 따라, 모든 파라콤팩트 정칙 공간은 준파라콤팩트 공간이다. 그 역은 일반적으로 성립하지 않는다 (영어: Bing’s example H). 모든 집합족적 정규 준파라콤팩트 공간은 파라콤팩트 공간이다. 그 밖에, 다음 함의 관계들이 성립한다.
- 가산 콤팩트 준파라콤팩트 공간은 콤팩트 공간이다.
- 완전 정규 메타콤팩트 공간은 준파라콤팩트 공간이다.

닫힌 연속 함수 {\displaystyle f\colon X\to Y}에 대하여, 만약 {\displaystyle X}가 준파라콤팩트 공간이라면 {\displaystyle f(X)} 역시 준파라콤팩트 공간이다. 완전 사상(영어: perfect map) {\displaystyle f\colon X\to Y}에 대하여, 만약 {\displaystyle X}가 정칙 공간이며 {\displaystyle Y}가 준파라콤팩트 공간이라면 {\displaystyle X} 역시 준파라콤팩트 공간이다. 만약 위상 공간 {\displaystyle X}가 가산 개의 준파라콤팩트 닫힌집합들의 합집합이라면 {\displaystyle X} 역시 준파라콤팩트 공간이다.

## 참고 문헌
1. 1 2 3 4  Willard, Stephen (1970). 《General topology》. Addison-Wesley Series in Mathematics (영어). Reading, Massachusetts, Menlo Park, California, London, Don Mills, Ontario: Addison-Wesley Publishing Company. MR 0264581. Zbl 0205.26601.